# Коуту, Фернанду
Ферна́нду Мануэ́л Си́лва Ко́уту (порт. Fernando Manuel Silva Couto; 2 августа 1969, Эшпинью) — португальский футболист, центральный защитник, экс-капитан сборной Португалии. Чемпион Португалии (в составе «Порту»), Испании (в составе «Барселоны») и Италии (в составе «Лацио»), обладатель Кубка УЕФА и Кубка кубков УЕФА. По количеству матчей за сборную Португалии Коуту (110 матчей) уступает только Луишу Фигу (127), и Криштиану Роналду (131). Завершил карьеру в 2008 году в возрасте 38 лет.
С 2010 года спортивный директор «Браги».

## Карьера
Фернанду родился в Эшпинью, около Порту. Коуту присоединился к молодёжной системе одноимённого клуба «Порту» в возрасте 17 лет. 2 июня 1988 года он дебютировал в первой команде — и португальской премьер-лиге, сыграв 90 минут в победном матче над «Академикой де Коимбра» (1:0). Тем не менее, это был его единственный выход в чемпионском сезоне национального чемпионата. Затем он был отпущен клубом, и играл за «Фамаликан» и «Акадимике» (Коимбре).
В составе сборной Португалии Коуту доходил до полуфинала Евро-2000 и финала Евро-2004.
Единственный раз играл на чемпионате мира в 2002 году, но его команда там не преодолела групповой этап. В последнем матче группового этапа португальцы проиграли Корее 0:1, а Коуту во время игры повздорил с арбитром Анхелем Санчесом, удалившим на 27-й минуте Жуана Пинту, и даже схватил его за лицо.

## Достижения
- Чемпион Португалии: 1988, 1992, 1993
- Обладатель Кубка Португалии: 1988, 1991, 1994
- Обладатель Суперкубка Португалии: 1991, 1994
- Чемпион Испании: 1998
- Обладатель Кубка Испании: 1997, 1998
- Чемпион Италии: 2000
- Обладатель Кубка Италии: 2000, 2004
- Обладатель Суперкубка Италии: 1998, 2000
- Обладатель Кубка УЕФА: 1995
- Обладатель Кубка кубков: 1997, 1999
- Вице-чемпион Европы 2004
- Чемпион мира молодёжных команд (U-20): 1989